# Championnats du monde Xterra 2007
Navigation
Édition précédente Édition suivante
Les championnats du monde Xterra 2007, organisé par la Team Unlimited depuis 1986, se sont déroulés le 28 octobre à Maui dans l'État d'Hawaï. Les triathlètes se sont affrontés lors d'une épreuve sur distance M, comprenant 1500 mètres de natation, 30 km de vélo tout terrain (VTT) et 10 km de course à pied hors route.

## Résultats
Les tableaux présentent les « Top 10 » hommes et femmes des championnats du monde. 
| Position           | Triathlète           | Pays             | Temps           |
| ------------------ | -------------------- | ---------------- | --------------- |
| Médaille d'or      | Conrad Stoltz        | Afrique du Sud   | 2 h 40 min 54 s |
| Médaille d'argent  | Olivier Marceau      | Suisse           | 2 h 42 min 5 s  |
| Médaille de bronze | Brian Smith          | États-Unis       | 2 h 42 min 35 s |
| 4                  | Christopher Legh     | Australie        | 2 h 44 min 26 s |
| 5                  | Bevan Docherty       | Nouvelle-Zélande | 2 h 44 min 54 s |
| 6                  | Felix Schumann       | Allemagne        | 2 h 45 min 4 s  |
| 7                  | Nicolas Lebrun       | France           | 2 h 45 min 19 s |
| 8                  | Mike Vine            | Canada           | 2 h 45 min 57 s |
| 9                  | David Henestrosa     | Espagne          | 2 h 47 min 4 s  |
| 10                 | Nicolas Pfitzenmaier | Allemagne        | 2 h 47 min 53 s |

| Position           | Triathlète           | Pays           | Temps           |
| ------------------ | -------------------- | -------------- | --------------- |
| Médaille d'or      | Julie Dibens         | Royaume-Uni    | 3 h 1 min 24 s  |
| Médaille d'argent  | Mélanie McQuaid      | Canada         | 3 h 9 min 52 s  |
| Médaille de bronze | Jamie Whitmore       | États-Unis     | 3 h 11 min 37 s |
| 4                  | Shonny Vanlandingham | États-Unis     | 3 h 12 min 44 s |
| 5                  | Candy Angle          | États-Unis     | 3 h 13 min 14 s |
| 6                  | Dara Marks-Marino    | États-Unis     | 3 h 14 min 41 s |
| 7                  | Sibylle Matter       | Suisse         | 3 h 15 min 56 s |
| 8                  | Michelle Lombardi    | Afrique du Sud | 3 h 19 min 47 s |
| 9                  | Daniela Campuzano    | Mexique        | 3 h 22 min 2 s  |
| 10                 | Carina Wasle         | Autriche       | 3 h 22 min 33 s |